# DexKo Global
Dexko Global ist ein US-amerikanischer Automobilzulieferer, der zum 1. Januar 2016 durch Fusion von Dexter Axle (Elkhart) und AL-KO Fahrzeugtechnik (Kötz) entstand. Das Unternehmen ist der größte Hersteller von Fahrzeugachsen weltweit und gehört seit 2021 zur Investmentgesellschaft Brookfield Business Partner.

## Unternehmen
2016 schloss sich AL-KO Fahrzeugtechnik, das heute unter dem Namen AL-KO Vehicle Technology Group firmiert, mit Dexter Axle, einem Hersteller von Anhängerachsen, Bremsen und Komponenten, unter dem Dach der DexKo Global Inc. zusammen.
Das Unternehmen war zunächst mehrheitlich im Besitz des Private-Equity-Unternehmens The Sterling Group. 2017 übernahm die Investmentgesellschaft KPS Capital Partners DexKo Global und fungierte bis 2021 als Mehrheitsaktionär. 2021 erwarb Brookfield Business Partner die Aktionärsanteile und ist seitdem neuer Eigentümer.
DexKo Global hat seinen Hauptsitz in Novi, Michigan, und beschäftigt mehr als 6.000 Mitarbeiter in 50 Produktionsstätten und 50 Vertriebszentren weltweit.
Bis 2021 erfolgten Übernahmen von 15 internationalen Marken, darunter CM Trailer Parts, E&P Hydraulics, Bankside Patterson, Nordelettronica und Brink. Dabei wurden über 600 Millionen US-Dollar investiert.

## Kernkompetenzen
Das Kerngeschäft von DexKo Global beinhaltet sowohl den Caravan- und Reisemobil-Sektor, wie auch Komponenten für Nutzfahrzeuge, Agrar- und Baufahrzeuge. So wurde zum Beispiel das Vario X-Chassis eingeführt, das das Gewicht um 30 Prozent reduziert. Außerdem können Komponenten von DexKo Global helfen, das Fahren oder Abschleppen eines Fahrzeugs erleichtern, z. B. durch und Manövriersystemen und anderen Technologien.